# Ярославка (верхний приток Польного Воронежа)
Ярославка — река в России, протекает по Сосновскому району Тамбовской области. Левый приток Польного Воронежа.

## География
Река берёт начало в селе Верхняя Ярославка. Течёт на юг по открытой местности. Устье реки находится в 1 км к западу от села Нижняя Ярославка в 150 км по левому берегу реки Польной Воронеж. Длина реки составляет 24 км, площадь водосборного бассейна — 110 км².

## Данные водного реестра
По данным государственного водного реестра России относится к Донскому бассейновому округу, водохозяйственный участок реки — Воронеж от истока до города Липецк, без реки Матыра, речной подбассейн реки — бассейны притоков Дона до впадения Хопра. Речной бассейн реки — Дон (российская часть бассейна).